# Talbot Darracq 700
La Talbot Darracq 700 è una vettura da competizione, costruita dalla Talbot-Sunbeam-Darracq per le gare di Formula Grand Prix.

## Storia del progetto
Tra il 1919 e il 1926 l'AIACR (la futura FIA) abbassò più volte il limite di cilindrata per le vetture da Grand Prix, nel tentativo di diminuirne le prestazioni. Nel 1926 tale limite fu abbassato a 1.500 cm³, e le varie case furono costrette a progettare una nuova vettura. L'anglo-francese Talbot-Sunbeam-Darracq (STD) decise che la nuova auto sarebbe stata costruita in Francia e avrebbe corso col marchio Talbot-Darracq. Le precedenti vetture della STD erano equipaggiate con un motore Sunbeam da 2.000 cm³, progettato da Louis Coatalen. Fu Coatalen che affidò il progetto del nuovo propulsore a due giovani ingegneri di origine italiana, Vincenzo Bertarione e Walter Becchia.

## Caratteristiche tecniche

### Motore
Becchia e Bertarione provenivano dalla FIAT, per la quale avevano contribuito alla progettazione dei Fiat 404 e 405 (i motori che equipaggiavano le Fiat 804 e 805). I due ingegneri si ispirarono proprio al 405 per progettare il nuovo motore, un 8 cilindri in linea sovralimentato da 1.488 cm³. Rispetto al motore Fiat, sul Sunbeam si passò da 4 a 2 valvole per cilindro, sempre mantenendo la distribuzione DOHC, ma con un aumento delle dimensioni delle valvole stesse di circa il 20 % e una riduzione dell'angolo tra le stesse da 102° a 90°. Le valvole erano azionate da punterie a dito, sostituibili singolarmente. Una differenza sostanziale stava nel sistema di comando degli alberi a camme, dove si abbandonò l'originale soluzione FIAT (tre alberi a Y) e si adottò una classica catena a cascata di ingranaggi.
Il blocco cilindri-testate era anch'esso estremamente simile come disegno a quello FIAT. Per favorire la circolazione dell'olio, e quindi la lubrificazione, gli alberi a camme erano cavi e le camme stesse erano forate. L'olio in eccesso colava sugli ingranaggi azionanti gli alberi camme, su quelli della pompa dell'acqua e su altri elementi accessori. Il carter era di disegno molto simile a quello della vettura rivale Delage 15 S8. L'albero a gomiti era formato dall'unione di due alberi di un motore a 4 cilindri, montati sfalsati di 90°. L'ordine degli scoppi, numerando i cilindri da 1 a 8, avveniva nella successione: 1,5,3,7,4,8,2,6. I cuscinetti di banco erano dieci, uno a sfere (di spinta) e nove a rulli.
Il collettore d'aspirazione in uscita dal compressore si sdoppiava progressivamente in maniera analoga al FIAT. Il motore erogava 160 CV a 7.000 rpm.

### Telaio
Il telaio era costituito da due longheroni in acciaio pressofuso, alti 25 cm e collegati da diverse traverse. Il motore contribuiva alla rigidezza complessiva ed entrambi gli assali passavano in fori praticati nei longheroni, allo scopo di abbassare il baricentro della vettura. Nonostante dal 1924, a seguito di un incidente mortale al Gran Premio di San Sebastián, non fosse più obbligatorio per i piloti portare in gara un meccanico come passeggero, i regolamenti imponevano una cabina di guida abbastanza larga. Sulla vettura si adottò così una soluzione inedita nella storia dei Grand Prix, ma che in seguito fu ampiamente utilizzata, ovvero il motore fu montato in maniera sfasata rispetto al telaio, di modo da far passare l'albero di trasmissione a lato del pilota, che poteva così avere una posizione di guida molto più bassa.

### Design
La carrozzeria, in alluminio, era caratterizzata dal radiatore anteriore estremamente inclinato all'indietro. Tale soluzione, ideata da Becchia e Bertarione, aveva il preciso scopo di mantenere bassa la linea della vettura.
| Caratteristiche tecniche - Talbot Darracq 700   | Caratteristiche tecniche - Talbot Darracq 700   | Caratteristiche tecniche - Talbot Darracq 700    | Caratteristiche tecniche - Talbot Darracq 700    | Caratteristiche tecniche - Talbot Darracq 700 | Caratteristiche tecniche - Talbot Darracq 700 |
| Configurazione                                  | Configurazione                                  | Configurazione                                   | Configurazione                                   | Configurazione                                | Configurazione                                |
| ----------------------------------------------- | ----------------------------------------------- | ------------------------------------------------ | ------------------------------------------------ | --------------------------------------------- | --------------------------------------------- |
| Carrozzeria:                                    | Carrozzeria:                                    | Posizione motore: anteriore                      | Posizione motore: anteriore                      | Trazione: posteriore                          | Trazione: posteriore                          |
| Dimensioni e pesi                               |                                                 |                                                  |                                                  |                                               |                                               |
| Interasse: 2616 mm                              | Interasse: 2616 mm                              | Carreggiate: anteriore 1250 - posteriore 1250 mm | Carreggiate: anteriore 1250 - posteriore 1250 mm | Altezza minima da terra:                      | Altezza minima da terra:                      |
| Posti totali: 1                                 | Posti totali: 1                                 | Bagagliaio:                                      | Bagagliaio:                                      | Serbatoio:                                    | Serbatoio:                                    |
| Meccanica                                       |                                                 |                                                  |                                                  |                                               |                                               |
| Tipo motore: 8 cilindri in linea sovralimentato | Tipo motore: 8 cilindri in linea sovralimentato | Tipo motore: 8 cilindri in linea sovralimentato  | Cilindrata: 1.488 cm³                            | Cilindrata: 1.488 cm³                         | Cilindrata: 1.488 cm³                         |
| Distribuzione: 2 valvole per cilindro DOHC      | Distribuzione: 2 valvole per cilindro DOHC      | Distribuzione: 2 valvole per cilindro DOHC       | Alimentazione: carburatori                       | Alimentazione: carburatori                    | Alimentazione: carburatori                    |
| Prestazioni motore                              | Potenza: 165 CV a 7.000 rpm                     | Potenza: 165 CV a 7.000 rpm                      | Potenza: 165 CV a 7.000 rpm                      | Potenza: 165 CV a 7.000 rpm                   | Potenza: 165 CV a 7.000 rpm                   |
| Frizione:                                       | Frizione:                                       | Frizione:                                        | Cambio: 4 marce                                  | Cambio: 4 marce                               | Cambio: 4 marce                               |
| Telaio                                          |                                                 |                                                  |                                                  |                                               |                                               |
| Corpo vettura                                   | a longheroni                                    | a longheroni                                     | a longheroni                                     | a longheroni                                  | a longheroni                                  |

## Storia agonistica

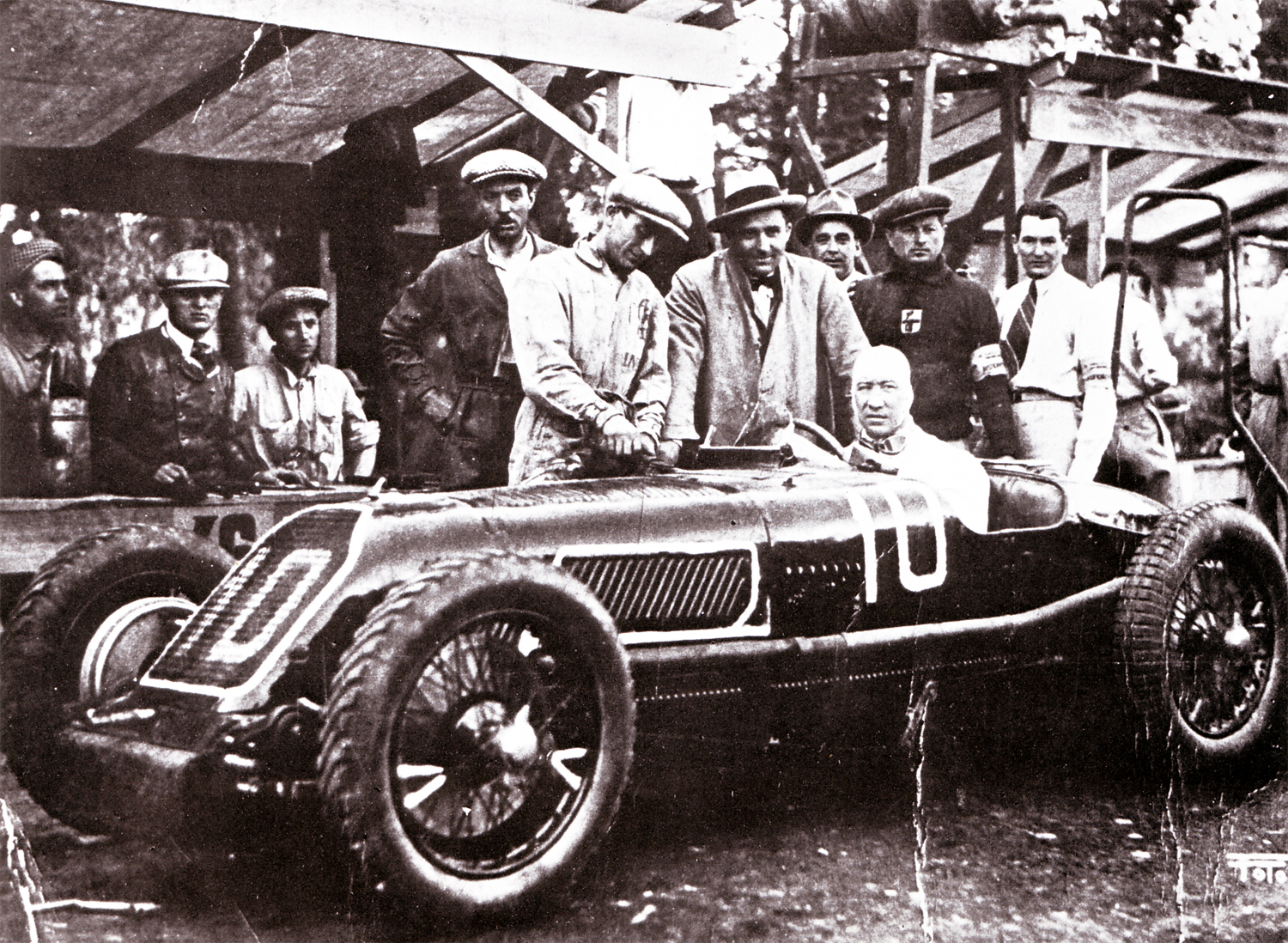
Gastone Brilli Peri su una Talbot Darracq 700

La prima gara a cui prese parte la vettura fu corsa da Brooklands nell'agosto 1926. Qui tre Talbot Darracq 700, dipinte in British racing green, si scontrarono in particolare in tre Delage 15 S8. Di linee molto simili, al contrario delle Talbot avevano già gareggiato in precedenza, ma senza ottenere alcuna vittoria. Due delle Talbot, portate in gara rispettivamente da Albert Divo e Henry Segrave, rimasero per alcuni giri al comando davanti alla Delage di Robert Benoist, prima di essere entrambe costrette al ritiro per problemi meccanici.
La gara successiva fu l'ambita 200 miglia di Brooklands, a cui le Delage non presero parte, dove le Talbot conquistarono il primo e il secondo posto, con 16 minuti di vantaggio sulla vettura in terza posizione. Infine, alla Coupes du Salon corsa a Montlhéry, le Talbot conquistarono l'intero podio.
Dalla stagione 1927 il peso minimo salì da 600 a 700 kg, e questo permise agli ingegneri della Talbot di rafforzare il telaio, che aveva mostrato la tendenza a rompersi.
Al Gran Premio di Francia le Talbot si scontrarono nuovamente con le Delage, che ebbero la meglio conquistando i primi tre posti, con la migliore delle Talbot che finì in quarta posizione. Problemi finanziari impedirono alla Talbot di schierare la vettura in altre gare, all'infuori di eventi minori. La vettura divenne obsoleta a seguito dell'ennesimo cambio di regolamenti, che introdusse la Formula Libre. La Talbot pesavano 30 kg più del peso massimo ammesso per la nuova categoria.
Bertarione riuscì a vendere le Talbot Darracq 700 al pilota italiano Emilio Materassi, che aveva deciso di fondare il proprio team, la Scuderia Materassi. Oltre che per se stesso, Materassi preparò le proprie Talbot, alleggerendole per farle entrare nel nuovo regolamento, anche per altri piloti, quali Luigi Arcangeli, Gastone Brilli-Peri, Gianfranco Comotti e Tazio Nuvolari. La Talbot ottennero numerose vittorie di categoria, ed anche qualche successo assoluto. L'unico Gran Premio corso col regolamento della Formula Libre fu il Gran Premio d'Italia 1928, dove il team di Materassi schierò cinque vetture, pilotate da Brilli Peri, Arcangeli, Brivio, Comotti e dallo stesso Materassi. La gara fu funestata dall'incidente dello stesso Materassi, che a bordo della Talbot, nel tentativo di superare Giulio Foresti, perse il controllo della vettura a oltre 200 km/h e piombò tra gli spettatori, uccidendone 22 e perdendo egli stesso la vita. Le Talbot superstiti continuarono ad essere schierate dalla Scuderia Materassi per un'altra stagione, sempre racimolando numerosi successi.